# Kosatec písečný
Kosatec písečný (Iris arenaria) je nízká bylina suchých travnatých nebo kamenitých strání, která brzy z jara rozkvétá světle žlutými květy. Tento druh z rodu kosatec patří k původním druhům české květeny a je pro snižující se počty řazen mezi ohrožené rostliny.
Tento druh byl počátkem 20. století považován za pouhý poddruh kosatce skalního. Později bylo zjištěno, že jeho biologická rozdílnost je mnohem větší, než se předpokládalo, a kosatec písečný začal být považován za pravoplatný druh.

## Výskyt
Kosatec písečný pochází z ponticko-panonské oblasti (Panonská pánev a severní břehy Černého moře) a vyskytuje se od Rakouska, přes Českou republiku, Slovensko, Maďarsko, Bulharsko a Rumunsko až na střední Ukrajinu a jih evropského Ruska. Obvykle roste na nespojitých lokalitách od sebe hodně vzdálených a ve Střední Evropě postupně mizí.
V České republice se vyskytuje na jižní Moravě ve dvou oblastech. Prvá je v Pavlovských vrších ve dvou národních přírodních rezervacích (Děvín, Kotel a Soutěska) a (Tabulová, Růžový vrch a Kočičí kámen) a ve dvou přírodních rezervacích Turold a Svatý kopeček v okrese Břeclav. Druhá oblast je ve Znojemské pahorkatině kde se vyskytuje ve třech přírodních rezervacích Na Kocourkách, U kapličky a U Michálka a také u obce Miroslavi v okrese Znojmo. Výskyt na jižní Moravě představuje absolutní severozápadní hranici výskytu.

## Ekologie
Druh je primárně psamofyt který v české přírodě roste na mělkých vápencových půdách stepního charakteru nebo na zvětralém povrchu krystalických hornin jako žula, rula, slepenec, granulit a vápenec. Vyskytuje se na osluněných a teplých stanovištích s nezapojenou nebo velmi nízkou okolní vegetaci.

## Popis
Kosatec písečný je poměrně nízká rostlina (10 až 20 cm) která vyrůstá v řídkých trsech z jen 2 až 5 mm tenkého, široce se rozrůstajícího oddenku uloženého těsně pod povrchem půdy. Současně s květonosnými lodyhami rostou z oddenku i sterilní vodorovné výběžky s listy. Lodyha je přímá a jednoduchá, olistěná je úzce mečovitými listy se souběžnou žilnatinou které jsou dlouhé 5 až 17 cm a široké 2 až 6 mm. Listy sterilních výběžků jsou široce čárkovité, dlouhé asi 20 cm a 10 mm široké.
Na koncích květných lodyh vyrůstají na krátkých stopkách ve vějířku obvykle dva oboupohlavné nevonné květy. Nerozvité květy jsou zabalené do listenů, každý má dva bylinné a jeden blanitý. Okvětí je tvořeno šesti světle žlutými lístky rostoucími ve dvou přeslenech, vnitřní a vnější se tvarem liší. Vnější lístky s ven vyhnutými konci jsou sklopené dolů a na vnitřní straně jsou porostlé jemnými žlutými chloupky, vnitřní zkadeřené jsou vzpřímené a všechny jsou vespod srostlé v trubku dlouhou 5 až 10 mm. Tři tyčinky se zploštělými nitkami nesou prašníky. Vřetenovitý trojdílný semeník má jednu čnělku s bliznou dělenou do tří lupenitých laloků pod kterými se nacházejí prašníky. Rostliny rozkvétají postupně, každý květ kvete pouze jediný den, otvírá se ráno a v pozdním odpoledni se již trvale uzavírá. Obvyklá doba kvetení je na konci dubna nebo počátkem května a hmyzím opylovačům kosatec písečný poskytuje hodně nektaru.
Plodem je podlouhlá vřetenovitá tobolka skládající se ze tři pouzder. Semena v nich jsou poměrně velká, mají nápadné bělavé masíčko a z tobolky vypadávají postupně.

## Ohrožení
Druh se v ČR vyskytuje převážně na místech která byla v minulosti často spásána. V současnosti se od tohoto způsobu obhospodařování upouští a stanoviště zarůstají mohutnějšími rostlinami a náletovými dřevinami, ty původní rostliny připravují o živiny, světlo i možnost vyklíčení nových jedinců. U rostlin rostoucích na chráněných územích jsou již prováděna opatření která mají tento neblahý stav odstranit.
Kosatec písečný patří podle Červeného seznamu ohrožených rostlin mezi druhy silně ohrožené (C2t) a podle vyhlášky Ministerstva životního prostředí ČR č. 395/1992 Sb. dokonce mezi druhy kriticky ohrožené (§1).